# マツモトキヨシ
株式会社マツモトキヨシ（英：Matsumotokiyoshi Co., Ltd.）は、千葉県松戸市に本社を置く、ドラッグストア（薬店）チェーンの日本大手企業。
マツモトキヨシグループの子会社にして、マツキヨココカラ&カンパニーのグループ内における中枢企業の一つを担っている。代表取締役社長は松本貴志。公式略称はマツキヨ。

## 概要
主に関東地方（千葉県・東京都など）、と東名阪（静岡県、岐阜県、愛知県、三重県、和歌山県、奈良県、滋賀県、京都府、大阪府）の都市部にて小規模店舗、郊外においてロードサイド店舗を主力に展開している（その他の地域はマツモトキヨシグループ各社の運営）。調剤薬局併設型の店舗も展開している。また、2005年8月にはドラッグストア業界で初めて電子マネー「楽天Edy」を導入している。
プライベート・ブランドとして「MK CUSTOMER（エムケーカスタマー）」を発売しており、医薬品・化粧品・雑貨・食品と4つのカテゴリーに分けて展開している。またマツモトキヨシと化粧品メーカーとの共同開発化粧品も展開している。「MK CUSTOMER」はマツモトキヨシだけでなく、グループ会社や提携先企業の店舗で取り扱っている。2015年12月24日、新プライベートブランドとして「matsukiyo」を発表した。
マツモトキヨシの各店舗には、その店が何号店であるかが店頭に明記されている店舗もある（例：300号店の場合、No.300号店）。1000号店は京都府京都市下京区の新京極店である。
社名の「マツモトキヨシ」は、創業者の松本清の名前から採られた。
2020年6月5日に和歌山県1号店を出店、これにより同一店舗ブランドでのドラッグストアとしては初の全都道府県への出店を達成した。

## 展開する事業
ドラッグストア事業が中心であり、売上高の9割以上を占める。2005年8月からはドラッグストアのフランチャイズ展開を始めたほか、2006年3月にはエキナカ向けの新型店舗、2010年7月には、株式会社ローソンとの共同開発店舗を出店している。
1990年代まで、創業地の千葉県松戸市小金地区（旧東葛飾郡小金町）やその周辺（流山市、柏市）では、ドラッグストア事業だけではなく、スーパーマーケット、ホームセンター事業や現在でいうコンビニエンスストア事業（ベンリー）を展開する多角経営かつドミナント戦略により、小金・柏界隈で高密度出店を行っていた。1990年代後半にドラッグストアに一本化してからはやや弱まったものの、同地域では依然多数の出店が見られる。
- スーパーマーケット事業（屋号は「スーパーマツモトキヨシ」、または「マックス」[注 3]）
- ホームセンター事業（屋号は「ホームセンターマツモトキヨシ」）
- コンビニエンスストア事業（屋号は「ベンリー」。1996年4月にコンビニエンス部門を廃止し、コンビニエンスストア12店舗を薬粧部門に吸収している[2]）
- ディスカウントストア事業（屋号は「ディスカウントBOX」[注 4]）

スーパーマーケット事業は、競争激化に伴い2006年8月20日をもって完全撤退した。スーパーマーケットの店舗は、その多くがドラッグストアに転換しているが、「おっ母さん食品館」（ドラッグストアと共存している店舗あり）、ちばコープ（現：コープみらい）、コモディイイダ、つるかめランド（現・マックスバリュエクスプレス）に転換した例もある。コンビニエンスストア事業は1996年にドラッグストア事業に統合された。ディスカウントストア事業・ホームセンター事業もすでに撤退しており、「スーパーマツモトキヨシ」「ディスカウントBOX」「ホームセンターマツモトキヨシ」を名乗る店舗はいずれも現存していない。
2006年3月13日、新業態の「COS-MEDI Station」を開店。また2009年7月13日には医薬品に特化した新業態のコンビニ型ファーマシー「Medi+マツキヨ」の展開を開始した。
大半の店舗は同社が運営しているが、北海道・東北・北関東の店舗は2008年7月1日付でマツモトキヨシ東日本販売へ、沖縄県を除く九州地区および山口県の店舗は2012年4月1日付でマツモトキヨシ九州販売へ、山口県・島根県を除く中国・四国地区および兵庫県姫路市の店舗は同年10月1日付でマツモトキヨシ中四国販売へそれぞれ運営を移管した。
2022年6月にはすでに一部の店舗で導入されている新店舗フォーマットに順次移行することが発表された。
- 薬粧事業（ドラッグストア事業） - 760店舗（うち18店舗がフランチャイズ）
  - スタンダード/都市型店舗 - 1987年から展開。新店舗フォーマットでは美と健康のスマートショップ「スタンダード」となり、東京都の中野坂上駅前店などで先行導入。マツモトキヨシ直営店のほかに、グループ会社のマツモトキヨシ九州販売が運営するえきマチ1丁目佐世保駅店も該当。
  - 郊外型デイリー/郊外型店舗 - 新店舗フォーマットでは地域の寛ぎコミュニティ「郊外型デイリー」となり、千葉県の松戸小金店などで先行導入。
  - 都市型フラッグシップ - 新しい商品やサービスを提供する情報発信・体験型フラッグシップ店舗。2019年11月にリニューアルオープンされた東京都の池袋Part2店が該当。
  - matsukiyo LAB - 薬剤師・管理栄養士・ビューティスペシャリストといった専門家が常駐する美と健康をサポートするヘルスケアラボ。2015年9月の改装リニューアルによりこのタイプに移行された千葉県の新松戸駅前店[3]を皮切りに、埼玉県の熊谷駅ビル店などにも展開している。
  - グローバル - 最新の美容体験・ジャパンクオリティの上質な商品やサービスを提供するアジア最先端のビューティーハブ。日本国外の店舗にみられ、香港のシャーティン店などで先行導入。
  - petit madoca - ディスカウント型業態。通常のマツモトキヨシの店舗とは異なり、ピンク色の看板が特徴。2023年5月時点で関東地方の5都県（東京都・千葉県・埼玉県・神奈川県・茨城県）に23店舗を展開する。
  - Medi+マツキヨ - 医薬品に特化したコンビニエンスストア型業態。2022年7月時点では大阪府の西梅田店のみ。
  - H&B Place - 化粧品や健康食品を中心に扱う健康と美に特化した業態[4]。2022年7月時点では大阪府のファッションビル「ルクア」に出店しているルクア大阪店のみ。

このほか、同社と業務提携を行う企業や、同社が契約に基づいてフランチャイズ・パッケージを提供し、商品の供給や「マツモトキヨシ」のCIの使用を受けるフランチャイズ加盟企業も存在する。詳細はマツモトキヨシグループを参照。

## 沿革

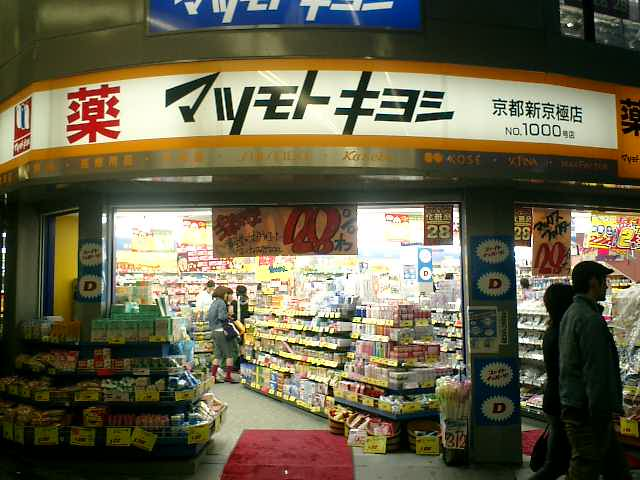
1000店目となったマツモトキヨシ京都新京極店（京都市）

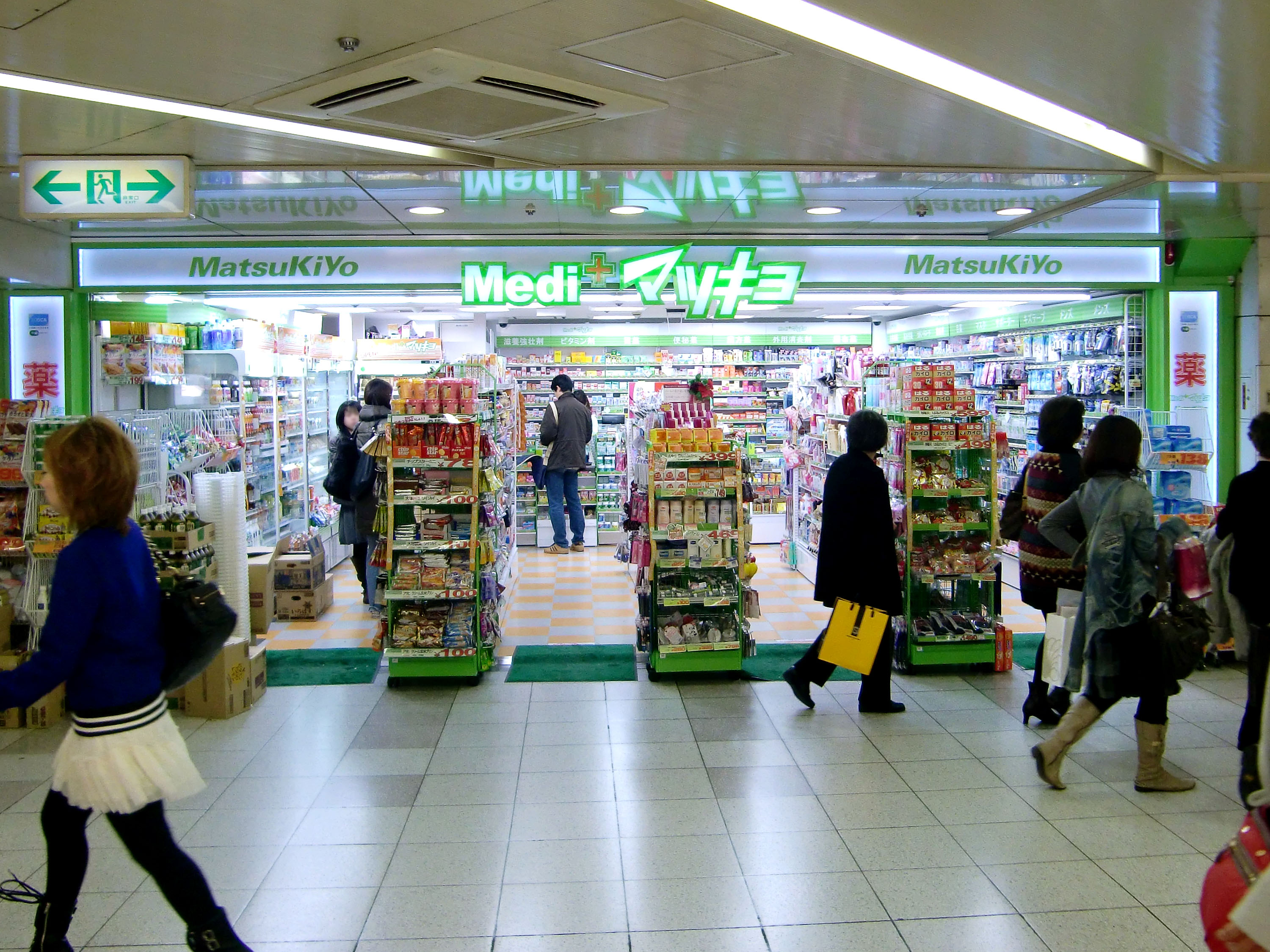
Medi+マツキヨウメ地下店（大阪市北区）

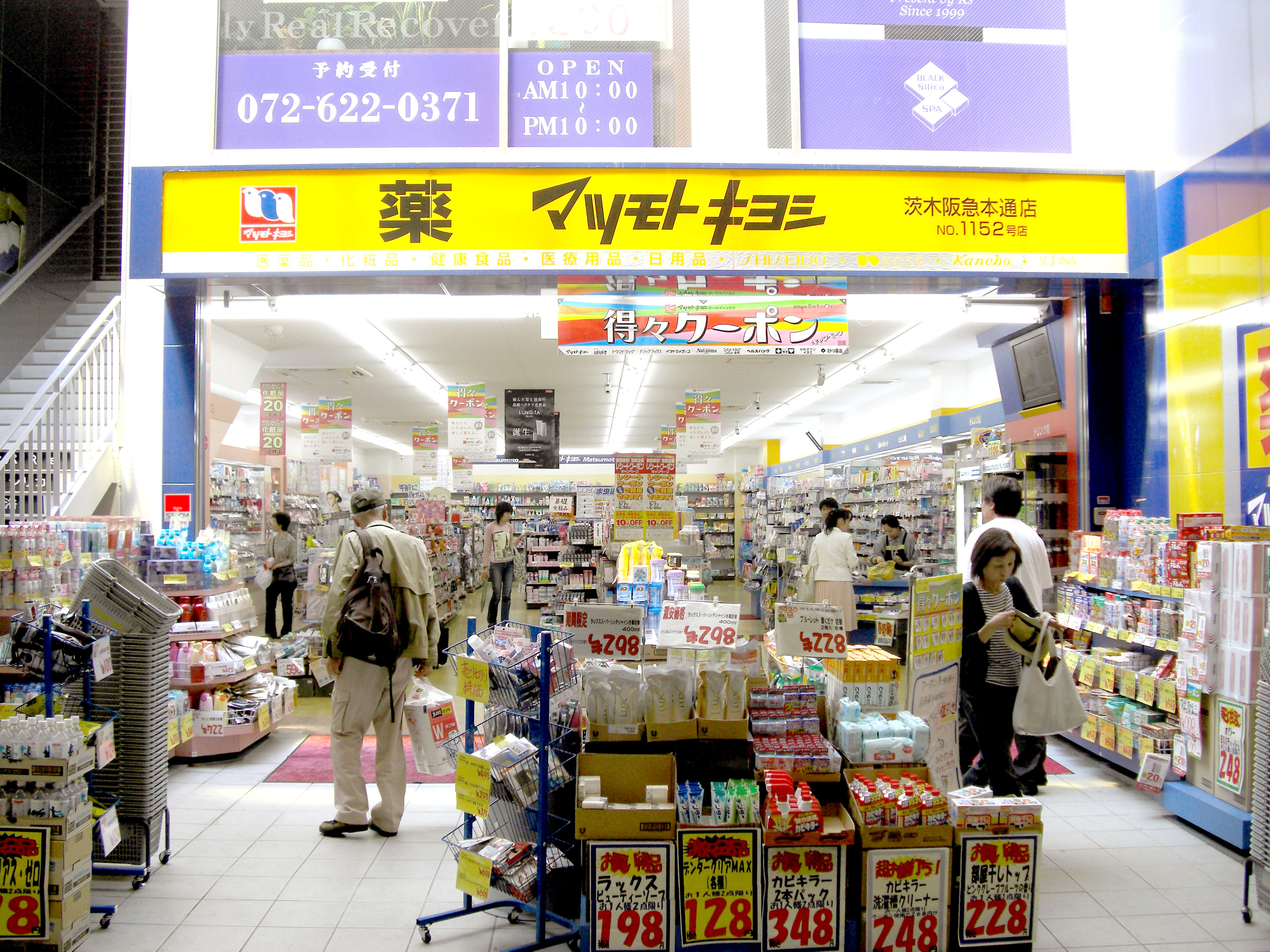
マツモトキヨシ茨木阪急本通店（大阪府茨木市）

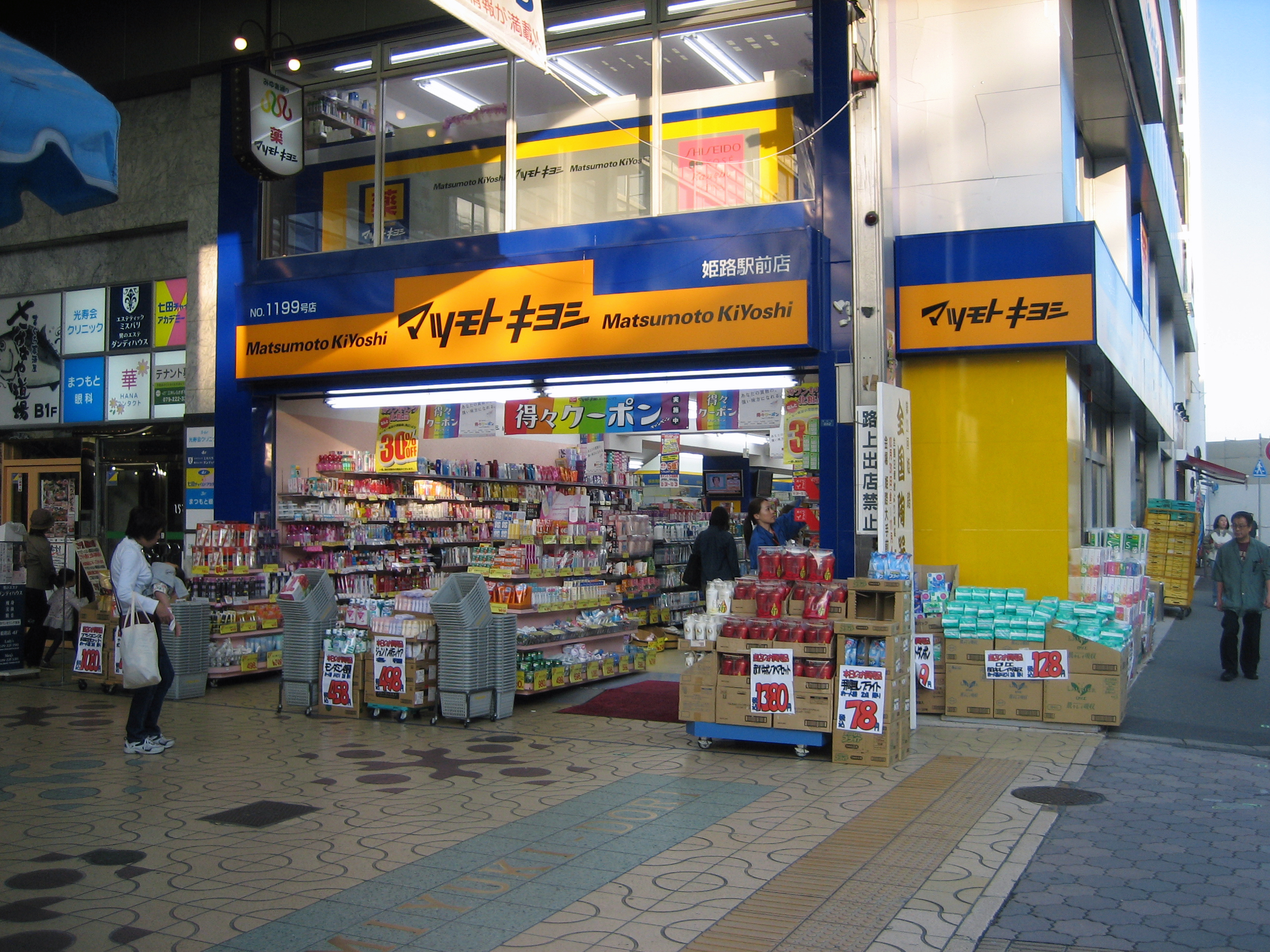
マツモトキヨシ姫路駅前店（兵庫県姫路市）

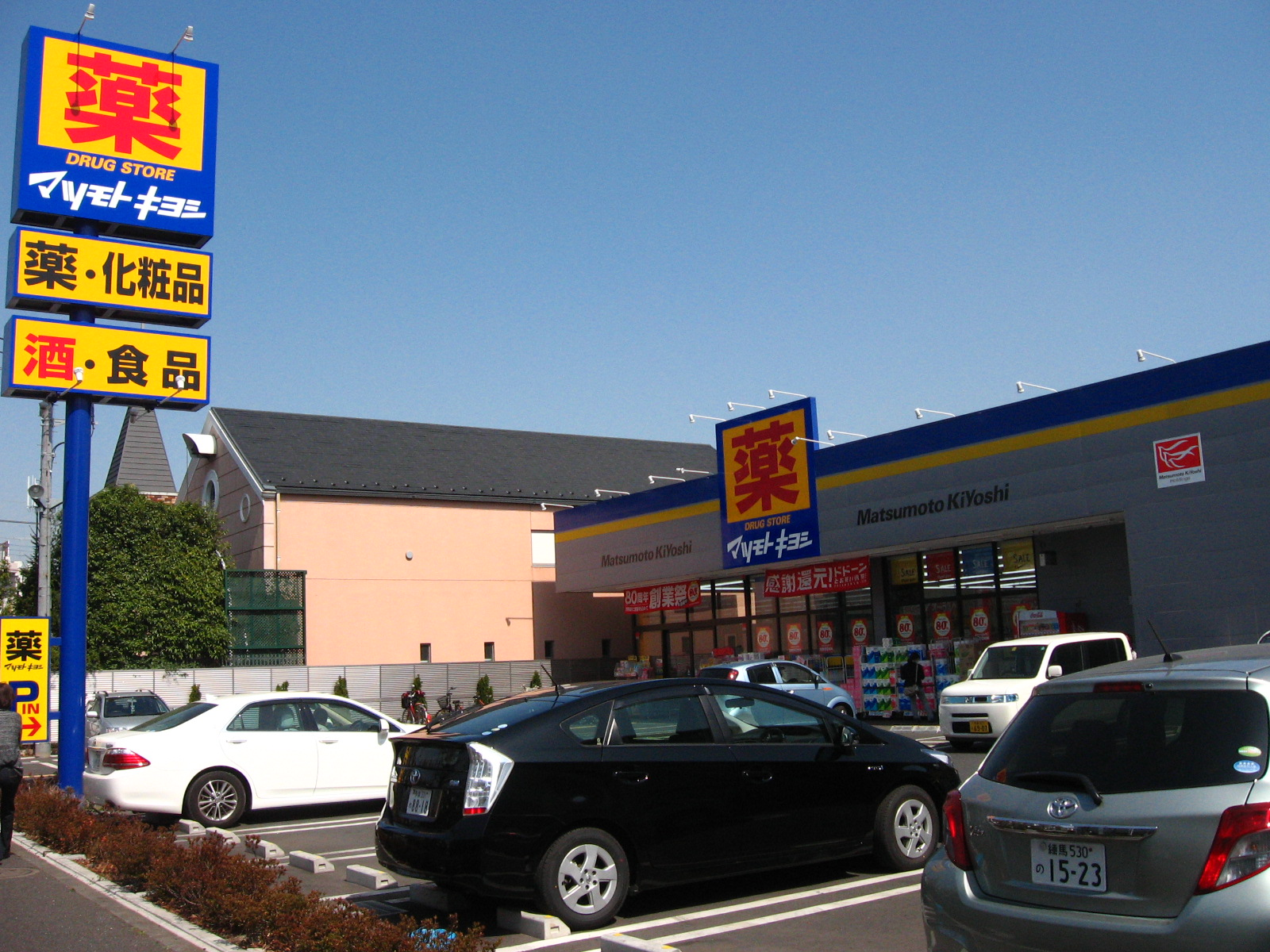
マツモトキヨシ武蔵野八幡町店（東京都武蔵野市）

- 1932年12月26日 - 千葉県東葛飾郡小金町（現在の千葉県松戸市小金）に「松本薬舗」（現・小金店）を開業。
- 1951年 - 屋号を「マツモトキヨシ」に変更。
- 1954年1月8日 - 有限会社マツモトキヨシ薬店設立。
- 1973年5月21日 - 千葉県松戸市長を務めていた創業者・松本清が急逝。
- 1975年4月3日 - 株式会社マツモトキヨシに改組（当時の保有店舗数72店舗）。
- 1976年9月 - スーパーマーケット事業に進出、大金平店（千葉県松戸市）を薬店から業態変更してスーパーマーケットとする。
- 1978年10月 - コンビニエンスストア事業に進出、ベンリー新松戸店（千葉県松戸市）を開店。
- 1983年8月 - チラシ配布業を目的とする株式会社ユーカリ広告を買収する（のちに連結子会社化）。
- 1984年10月 - 生命保険ならびに損害保険の代理業を営む株式会社マツモトキヨシ保険サービスを設立する（現・連結子会社）。
- 1985年5月 - 医薬品の配置販売を目的とするマツモトキヨシ薬品株式会社を設立する（現・連結子会社）。
- 1987年7月 - 上野アメ横店開店（都市型ドラッグストアの先駆け）。
- 1988年11月 - ホームセンター事業に進出。ホームセンター南増尾店を開店（2011年5月に閉店）。
- 1990年8月 - 日本証券業協会（JASDAQ、現・ジャスダック）へ株式を店頭登録。
- 1991年11月 - 不動産業を営むマツモトキヨシ不動産株式会社を設立（現・連結子会社）。
- 1993年10月 - 本社を小金店から幸谷（のちの新松戸東）に移転。薬剤師のいない店が発覚。
- 1995年
  - 3月 - 売上高業界第1位。
  - 11月 - 株式会社丸和運輸機関（桃太郎便）の物流センターによる、アウトソーシング共同配送体制をスタート。
- 1996年
  - 4月 - テレビコマーシャルを開始。
  - 11月 - 栃木県足利市にドラッグストア足利朝倉店を開店（424号店[注 5]）。薬粧部門として、関東地方の全都県に出店を果たす。
- 1998年12月 - 建設業を営む株式会社エムケイプランニングを設立（現・連結子会社）。
- 1999年8月 - 東京証券取引所一部上場。
- 2001年
  - 2月 - 松本南海雄（現・マツキヨココカラ&カンパニー代表取締役会長）が社長に就任。
  - 5月30日 - 業務提携第1号として、静岡県に本社を置く高田薬局と提携。
- 2002年4月 - マツモトキヨシポイントカードスタート。
- 2003年4月7日 - シミズ薬品株式会社（京都府京都市）と業務提携。
- 2004年
  - 2月10日 - 福岡に本社を持つ株式会社ドラッグイレブンと業務提携。
  - 8月6日 - 株式会社藤越（福島県いわき市）と業務提携。
- 2005年
  - 8月24日 - 外部企業FC1号店となる京急ハウツ店を開店。
  - 9月5日 - 株式会社オージョイフル（大阪府豊中市）と業務提携。
  - 10月17日 - スカイパーフェクTV!110（現・スカパー!e2）に生活情報発信チャンネル「ジャスト・アイ インフォメーション」を開局。
- 2006年
  - 1月 - 沖縄県の大手スーパーサンエーとのフランチャイズ契約締結。サンエー店舗内への出店計画を発表。
  - 3月13日 - 新業態「COS-MEDI Station」1号店（西新宿メトロピア店）を開店。
  - 8月 - スーパーマーケット事業から撤退。
  - 10月4日 - 子会社として、エムケイ東日本販売（現：マツモトキヨシ東日本販売）を設立[注 6]。
  - 12月20日 - 株式会社マックス（現：株式会社マツモトキヨシ甲信越販売）と資本提携。完全子会社化。
- 2007年
  - 9月20日 - 株式会社ミドリ薬品（現：株式会社マツモトキヨシ九州販売）との間でフランチャイズ契約を締結。九州地区でのマツモトキヨシの展開を本格化する。
  - 10月1日 - 株式移転により持株会社株式会社マツモトキヨシホールディングスを設立し、同社の完全子会社となる。
  - 10月9日 - 株式会社キョーエイとの間でフランチャイズ契約を締結。
  - 11月5日 - JAいずも（いずも農業協同組合、現：島根県農業協同組合）との間でフランチャイズ契約を締結。
- 2008年
  - 1月1日 - 子会社支配・管理事業を吸収分割により、マツモトキヨシホールディングスへ継承。
  - 2月20日 - 株式会社藤越との業務提携を解消。
  - 3月14日 - 株式会社ドラッグイレブンとの業務提携を解消（その後、同社はセガミメディクス(現：ココカラファインヘルスケア)と業務提携し、WINグループへ加入、2012年7月にJR九州ドラッグイレブン株式会社となったが、2020年5月に株式会社ツルハホールディングスが株式の一部取得したことでツルハグループへ移行され、2021年5月に株式会社ドラッグイレブンに回帰される）。
  - 4月1日 - 株式会社明治堂薬品（愛知県海部郡）とのフランチャイズ契約を締結。
  - 4月11日 - 株式会社高田薬局との業務提携を解消[注 7]。
  - 4月21日 - 株式会社スーパーバリュー（埼玉県さいたま市）とのフランチャイズ契約を締結。
  - 5月22日 - 株式会社ラブドラッグス（岡山県岡山市）とのフランチャイズ契約を締結。
  - 7月1日 - 仕入れ事業をマツモトキヨシホールディングスへ継承。北関東以北の同社店舗のほとんどの運営（70店舗）を、エムケイ東日本販売（現在のマツモトキヨシ東日本販売）へ譲渡。
  - 9月18日 - 株式会社保健堂（東京都練馬区）とのフランチャイズ契約を締結。
  - 9月30日 - シミズ薬品株式会社との業務提携を解消（その後、同社はイオン系列のハピコムへ加盟、2015年3月にウエルシアホールディングス株式会社の傘下となる）。
  - 11月17日 - モリス株式会社（兵庫県高砂市）とのフランチャイズ契約を締結。
- 2009年
  - 2月28日 - 株式会社オージョイフルとの業務提携を解消。翌3月1日に同社はダイキ株式会社（現：DCM株式会社）へ吸収合併される。
  - 7月13日 - 医薬品に特化した新業態のコンビニ型ファーマシー「Medi+マツキヨ」1号店（都営五反田店）を開店。
  - 8月24日 - 大手コンビニエンスストアのローソンと業務提携。共同の新型店を、今後5年間で1000店舗の展開を発表（ローソンで医薬品販売が可能になる）。
  - 10月1日 - 株式会社イシヰ（岐阜県）とのフランチャイズ契約を締結。
- 2010年
  - 4月1日 - エムケイ東日本販売（現・マツモトキヨシ東日本販売）が運営する千葉県の店舗を同社が吸収分割にて譲受。
  - 7月17日 - 千葉県浦安市の浦安東野店を改装し、ローソンが展開する「ローソンストア100」を組み込んだ共同店舗をオープン。
- 2011年2月16日 - 株式会社ヤスイ（千葉県）とのフランチャイズ契約を締結。
- 2012年
  - 4月1日 - 沖縄県を除く九州地区および山口県の同社店舗の運営を吸収分割によりマツモトキヨシ九州販売（ミドリ薬品が同日付で商号変更）へ譲渡。
  - 5月1日 - ポイント制を一部改訂し、月間または年間（年度単位、2012年度は開始前の4月より累計加算対象）の購入金額に応じて一定期間（翌月または翌年度）ポイントがいつでも2〜3倍加算される「プレミアムポイント」を導入。
  - 7月3日 - スマートフォン向け無料通話・メールアプリ「LINE」に公式アカウントとして参加し、同ユーザー向けに割引クーポンなどの情報発信サービスを開始。
  - 9月6日 - 既に業務提携を締結しているオークワとフランチャイズ契約を締結。
  - 10月1日 - 山口県・島根県を除く中国地区、四国地区、兵庫県姫路市の同社店舗の運営を新設分割によりマツモトキヨシ中四国販売へ譲渡。
- 2013年7月30日 - 株式会社遠鉄ストア（静岡県）とのフランチャイズ契約を締結[5][6]。
- 2014年
  - 3月1日 - グループ会社のモリスリテールが展開していたネット通販事業を吸収分割により承継（同日、モリスリテールはマツモトキヨシ中四国販売へ吸収合併される）。
  - 8月6日 - 株式会社スーパー大栄（福岡県）とのフランチャイズ契約を締結[7]。
  - 12月2日 - 株式会社いない（鳥取県）とのフランチャイズ契約を締結[8]。
  - 12月10日 - 株式会社フード三国（福井県、花咲ふくい農業協同組合（JA花咲ふくい）が出資する完全子会社）とのフランチャイズ契約を締結[9]。
- 2015年9月30日 - 千葉県松戸市の新松戸駅前に次世代ヘルスケア店舗1号店のmatsukiyo LAB新松戸駅前店をオープン。
- 2016年10月1日 - グループ会社の杉浦薬品株式会社を吸収合併し、同じグループ会社の株式会社トウブドラッグからドラッグストア事業を吸収分割により承継（同日、株式会社トウブドラッグは株式会社マツモトキヨシファーマシーズへ吸収合併される）。
- 2017年
  - 4月1日 - グループ会社の弘陽薬品株式会社を吸収合併。
  - 4月10日 - A&S高島屋デューティーフリー株式会社（東京都、株式会社髙島屋・全日空商事株式会社・株式会社ホテル新羅の3社合弁による空港型市中免税店を運営する企業）とのフランチャイズ契約を締結[10]。
- 2018年
  - 9月13日 - 株式会社京成ストア（千葉県）とのフランチャイズ契約を締結[11]。
  - 10月3日 - 株式会社東急ステーションリテールサービス（東京都）とのフランチャイズ契約を締結[12]。
  - 12月13日 - 株式会社京王ストア（東京都）とのフランチャイズ契約を締結[13]。
- 2019年2月14日 - 東京シティ・エアターミナル株式会社（東京都）とのフランチャイズ契約を締結[14]。
- 2020年6月5日 - 和歌山県和歌山市にキーノ和歌山店を開店。これにより、同一店舗ブランドにおける全都道府県への出店を達成する[15]。
- 2021年10月1日 - 株式会社マツモトキヨシホールディングス（現：株式会社マツキヨココカラ&カンパニー）と株式会社ココカラファイン（現：株式会社ココカラファイングループ）との経営統合に伴うグループ再編により、株式会社マツモトキヨシホールディングスから新設分割により設立された株式会社マツモトキヨシグループが親会社となる。
- 2022年
  - 3月10日 - マツモトキヨシの「マ」を象徴的に用いたスクエアタイプのロゴを発表[16]。
  - 6月29日 - 店舗フォーマットを既に一部の店舗に導入されているスタンダード、郊外型デイリー、都市型フラッグシップ、matsukiyo LAB、グローバルの5つに再構築し、新店及び改装店を中心に前述した「マ」のスクエアロゴ導入を含めてリニューアルを行うことを発表[17]。
  - 7月1日 - グループ内の組織再編に伴い、株式会社マツモトキヨシファーマシーズを吸収合併（なお、同社の派遣事業は同日付で吸収分割により株式会社MCCアソシエへ承継）[18]。

## 特徴

### ポイントカード
2023年6月1日にココカラファインヘルスケアの「ココカラポイント」と統合され、ココカラファインとの共通ポイントサービスとなる「マツキヨココカラポイント」へ改名された。既に「ココカラクラブカード」を保有しているか、「ココカラ公式アプリ」を利用している場合は「マツモトキヨシ」と会員情報を一つに統合することも可能である。このポイント統合に伴い、「Edy de マツキヨポイント」は2023年5月31日を以ってサービス終了となった。
カード型
店頭で申し込めば即日発行が可能で、現金での支払いでポイントが付与されるポイントカードと、商品券の進呈やクレジット支払い時にも「クレジットカードポイント」としてポイントが付与されるなどの特典を付与したクレジットカード一体型の「メンバーズクレジットカード」（発行や審査はオリエントコーポレーションが担当）の2種類がある。ポイントカードは従来「マツモトキヨシ現金ポイントカード」の名称だったが、前述したポイントサービスの統合に合わせてカードデザインと名称を変更。「メンバーズクレジットカード」は遅れて2024年8月1日から「マツキヨココカラ」仕様の新デザインへ変更された（同時にMastercardコンタクトレス決済に対応）。
なお、同社以外にもグループ会社のマツモトキヨシ東日本販売（ダルマ）、マツモトキヨシ甲信越販売（ファミリードラッグ・中島ファミリー薬局・シメノドラッグ）、マツモトキヨシ九州販売（ミドリ薬品）、マツモトキヨシ中四国販売（ラブドラッグス）、ぱぱすからも同じ機能を持つ現金ポイントカードを発行しており、同社・グループ会社運営・フランチャイズ運営の「マツモトキヨシ」を含め、対象となるグループ内の全店舗で相互利用が可能である。
2022年2月1日からはマツキヨココカラ&カンパニーグループ内におけるポイントカードの相互使用開始に伴い、ココカラファインヘルスケア（ココカラファインなど）の店舗でもポイント付与が可能となり、前述したポイントサービスの統合に伴い、2023年6月1日からはココカラファインヘルスケア（ココカラファインなど）の店頭でもポイント利用が可能となった。
「メンバーズクレジットカード」については、カード保有者が3年以上クレジットでの利用が無い場合はカード有効期限更新後の新カードの発送が不可となる為、特にポイントカードとして使用している場合は注意が必要である。この場合、カード有効期限月の3ヶ月前に案内ハガキが送付され、希望により、店頭で「メンバーズクレジットカード」からポイントカードへのポイント移行が可能となっている。
マツキヨココカラ公式アプリ
App StoreやGoogle Playで提供されているスマートフォン向けアプリ。2024年1月にマツモトキヨシ・ココカラファインそれぞれの公式アプリが移行される形で一つに統合され、「マツモトキヨシ公式アプリ」は「ココカラファイン公式アプリ」と共に同年7月31日を以ってサービスが終了となった。
カード型からの会員情報引継ぎやアプリ単体で登録手続きを行うことで利用可能となる。「マツモトキヨシ公式アプリ」でメールアドレス（ログインID）を登録している場合は、同じメールアドレスで「マツキヨココカラ公式アプリ」へログインすることが可能で、「マツキヨココカラ公式アプリ」への初回ログイン時に「マツモトキヨシ公式アプリ」でのポイントや購入履歴などの情報（発行済みクーポンは除く）が自動的に引き継がれる。
カード型とアプリでそれぞれ付与されたポイントを一括管理し、ポイントをまとめて利用することも可能。会員証機能を備えているため、カード型に代わってアプリのバーコードが表示されている画面を提示してポイントを付与することが可能となる。このほか、クーポンの配信、商品スキャン（バーコードをスキャンすることで公式サイトでの商品情報や口コミ情報の閲覧が可能）、処方せん送信機能（処方せん送信は機能は調剤併設店舗のみ対応）なども備えている。

### 商標
前述の通り、マツモトキヨシの社名は創業者の名前から採られたものであるが、商標法4条1項8号では他人の氏名を含む商標はその他人の承諾を得ない限り登録できないという規定が存在する。ただ、1999年に出願されたカタカナの「マツモトキヨシ」と翌年（2000年）に出願されたローマ字での「Matsumoto Kiyoshi」は出願当時のルールが緩やかだったこともあり、登録が認められた。
しかし、2017年に「マツモトキヨシ」の音商標が出願された際、特許庁は「電話帳（ハローページ）に『マツモト・キヨシ』と読むことが出来る複数の人物が存在し、それらの人格権を保護する必要がある」などとして、登録を認めなかった。マツモトキヨシホールディングスはこの審決の取り消しを求め2020年10月に提訴し、知的財産高等裁判所は2021年8月30日、同社ドラッグストアの店舗数に加え、コマーシャルなどを通じて、音のフレーズを広範囲で使用していることから「（言語的要素からなる音から）通常連想されるのはドラッグストアであり、人の氏名を指すものとは認識されない」として、マツモトキヨシ側の主張を認める判決を言い渡した。

## テレビCM
1996年4月よりテレビCMの放映を開始。
- 優香、及川光博、山口もえ、藤崎奈々子、本仮屋ユイカ、ダンディ坂野、おそ松さんなどを起用した。
- チンパンジーを起用し、ユニークなCMとして注目されたこともある。同時期に「CHIMPAN NEWS CHANNEL」のスポンサーとなっていた。
- CMの趣旨としては、セルフメディケーションの推進を強調していることが多い。
- なお、店内設置のテレビやラジオのCMでは渕崎ゆり子が起用されている。

## 主なスポンサー

### 番組
- 女のウワサも75日（フジテレビ系）
- CHIMPAN NEWS CHANNEL（フジテレビ、一社提供）
- フジリコ（日本テレビ系）
- ダウンタウンのガキの使いやあらへんで!!（日本テレビ系）
- ヤミツキ（日本テレビ系）
- ZIP!（日本テレビ系、金曜）
- 天才!志村どうぶつ園（日本テレビ系）
- 太田光の私が総理大臣になったら…秘書田中。（日本テレビ系）
- DRAMA COMPLEX（日本テレビ系）

### スポーツ
- TOM'S
- TEAM IMPUL
- RE雨宮・D1 GRAND PRIX
  - かつてはJGTC/SUPER GT GT300クラス）のスポンサーも行っていた。

### ゲームアプリ
- Pokémon GO